# Sandbacka, Österbotten
Sandbacka är en bydel i Kronoby kommun, Österbotten, Finland. Sandbacka är beläget strax utanför Kronoby kommuncentret och här finns bland annat ett vårdcenter för äldre som bär samma namn.